# Brières-les-Scellés
Brières-les-Scellés – miejscowość i gmina we Francji, w regionie Île-de-France, w departamencie Essonne.
Według danych na rok 1990 gminę zamieszkiwało 868 osób, a gęstość zaludnienia wynosiła 100 osób/km² (wśród 1287 gmin regionu Île-de-France Brières-les-Scellés plasuje się na 662. miejscu pod względem liczby ludności, natomiast pod względem powierzchni na miejscu 443.).